# Onderscheidingsteken voor Langdurige Dienst als Officier der Schutterij
Naast het in 1844 ingestelde Onderscheidingsteken voor Langdurige Dienst als officier kwam er in 1851 ook een Onderscheidingsteken voor Langdurige Dienst als officier der Schutterij.
Koning Willem III der Nederlanden heeft deze decoratie ingesteld in zijn Koninklijk Besluit van 5 december 1851. De onderscheiding diende als een "beloning van langdurige dienst als officier bij Schutterijen in Nederland en de Koloniën". van 1851 tot 1866 was de onderscheiding een zilveren gesp waar de beroepsofficieren van legers en marine een gouden gesp droegen. Ook het lint verschilde; dat was bij de schutters oranje waar het bij de beroepsofficieren de kleuren van de Nederlandse vlag had., gelijk aan het reguliere onderscheidingsteken, doch geheel in zilver en op oranje lint. Bij K.B. van 30 december 1866 is de gesp voor leger, marine en schutterij vervangen door een zilveren kruis aan een oranje lint.De oude gesp is in het midden van het kruis geplaatst.
Men droeg beide onderscheidingen op de linkerborst.Er zijn ook miniaturen van de gesp aan een lint bewaard gebleven. De schutters, plaatselijke vrijwillige milities die vooral op de vrije dagen oefenden, werden in 1901 opgeheven. Zo verdween ook de onderscheiding.
Op de onderscheiding is het aantal dienstjaren in Romeinse cijfers vermeld, dat elke vijf jaar (op eigen kosten) dient te worden vervangen: XV, XX, XXV, XXX.